# Central Norte Voley
Central Norte Vóley es un equipo profesional de voleibol, de la Ciudad de Salta.
Es una sección deportiva del Club Atlético Central Norte, y fue fundada en 2013.
El equipo masculino de mayores, llegó a participar en la Serie A2 (Segunda División), luego de ganar el Torneo Regional de 2015, y lograr el ascenso en el Torneo Clasificatorio.
En 2019 el club le cede su cupo en la segunda división a Salta Voley, equipo provincial que pretende fomentar el desarrollo de este deporte, de forma similar a lo que Salta Basket realizó en basketball.

## Instalaciones
En la disputa de torneos nacionales, Central Norte hace de local en el Microestadio Delmi, un recinto cubierto de 1800 m², con una capacidad de 2500 personas. El mismo, es propiedad del Gobierno de la Provincia de Salta, siendo un complemento del Estadio Delmi.
En torneos locales, Central Norte suele utilizar el estadio de vóley del Dr. Luís Güemes.

## Datos del equipo
En torneos nacionales
- Temporadas en segunda división (Serie A2): 3 (2016 - 2018)
  - Mejor puesto: Tercera Ronda (cuadrangulares)  (2018)
  - Peor puesto:  Primera Ronda (2017)

- Temporadas en tercera división (Torneo Regional): 1 (2015)
  - Mejor puesto: Campeón (2015)
  - Clasificatorio Serie A2:  Subcampeón - Ascenso - (2015)

| \| \| Club \| Provincia \| PJ \| PG \| PP \| SG \| SP \| Dif PJ \| \| \| ------------------------------------ \| ------------ \| -- \| -- \| -- \| -- \| -- \| ------ \| \| \| Club Estudiantes de La Plata \| Buenos Aires \| 1 \| 0 \| 1 \| 0 \| 3 \| -1 \| \| \| Club de Amigos \| Buenos Aires \| 1 \| 1 \| 0 \| 3 \| 1 \| +1 \| \| \| Club Atlético San Lorenzo de Almagro \| Buenos Aires \| 1 \| 0 \| 1 \| 1 \| 3 \| -1 \| \| \| Club Ateneo Mariano Moreno \| Catamarca \| 4 \| 2 \| 2 \| 8 \| 8 \| 0 \| \| \| Club Atlético Paracao \| Entre Ríos \| 1 \| 0 \| 1 \| 2 \| 3 \| -1 \| \| \| Club Social y Deportivo La Calera \| Córdoba \| 2 \| 2 \| 0 \| 6 \| 2 \| +2 \| \| \| Rivadavia Voley (Villa María) \| Córdoba \| 2 \| 1 \| 1 \| 3 \| 4 \| 0 \| \| \| Club Atlético Policial \| Formosa \| 1 \| 1 \| 0 \| 3 \| 0 \| +1 \| \| \| Fundación Jujuy Vóley \| Jujuy \| 4 \| 1 \| 3 \| 3 \| 10 \| -2 \| \| \| Atlético Club San Martín \| Mendoza \| 2 \| 2 \| 0 \| 6 \| 0 \| +2 \| \| \| Tunuyan Voley \| Mendoza \| 2 \| 2 \| 0 \| 6 \| 1 \| +2 \| \| \| Club Atlético Villa Dora \| Santa Fe \| 2 \| 1 \| 1 \| 3 \| 5 \| 0 \| \| \| Club Rosario Voleibol \| Santa Fe \| 2 \| 1 \| 1 \| 4 \| 5 \| 0 \| \| \| Club Banco Hispano \| San Juan \| 4 \| 2 \| 2 \| 9 \| 7 \| 0 \| \| \| Codeba Voley \| San Juan \| 2 \| 2 \| 0 \| 6 \| 1 \| +2 \| \| \| U.V.T. Voleibol \| San Juan \| 5 \| 1 \| 4 \| 6 \| 14 \| -3 \| \| \| Tehuelches Vóley Club (Alderetes) \| Tucumán \| 2 \| 1 \| 1 \| 4 \| 4 \| 0 \| \| \| Monteros Vóley Club \| Tucumán \| 4 \| 2 \| 2 \| 8 \| 9 \| 0 \| \| \| Club Tucumán de Gimnasia \| Tucumán \| 1 \| 1 \| 0 \| 3 \| 1 \| +1 \| \| \| TOTAL \| \| 43 \| 23 \| 20 \| 85 \| 81 \| +3 \| |                                      |              |    |    |    |    |    |        |
| | Club                                 | Provincia    | PJ | PG | PP | SG | SP | Dif PJ |
| | Club Estudiantes de La Plata         | Buenos Aires | 1  | 0  | 1  | 0  | 3  | -1     |
| | Club de Amigos                       | Buenos Aires | 1  | 1  | 0  | 3  | 1  | +1     |
| | Club Atlético San Lorenzo de Almagro | Buenos Aires | 1  | 0  | 1  | 1  | 3  | -1     |
| | Club Ateneo Mariano Moreno           | Catamarca    | 4  | 2  | 2  | 8  | 8  | 0      |
| | Club Atlético Paracao                | Entre Ríos   | 1  | 0  | 1  | 2  | 3  | -1     |
| | Club Social y Deportivo La Calera    | Córdoba      | 2  | 2  | 0  | 6  | 2  | +2     |
| | Rivadavia Voley (Villa María)        | Córdoba      | 2  | 1  | 1  | 3  | 4  | 0      |
| | Club Atlético Policial               | Formosa      | 1  | 1  | 0  | 3  | 0  | +1     |
| | Fundación Jujuy Vóley                | Jujuy        | 4  | 1  | 3  | 3  | 10 | -2     |
| | Atlético Club San Martín             | Mendoza      | 2  | 2  | 0  | 6  | 0  | +2     |
| | Tunuyan Voley                        | Mendoza      | 2  | 2  | 0  | 6  | 1  | +2     |
| | Club Atlético Villa Dora             | Santa Fe     | 2  | 1  | 1  | 3  | 5  | 0      |
| | Club Rosario Voleibol                | Santa Fe     | 2  | 1  | 1  | 4  | 5  | 0      |
| | Club Banco Hispano                   | San Juan     | 4  | 2  | 2  | 9  | 7  | 0      |
| | Codeba Voley                         | San Juan     | 2  | 2  | 0  | 6  | 1  | +2     |
| | U.V.T. Voleibol                      | San Juan     | 5  | 1  | 4  | 6  | 14 | -3     |
| | Tehuelches Vóley Club (Alderetes)    | Tucumán      | 2  | 1  | 1  | 4  | 4  | 0      |
| | Monteros Vóley Club                  | Tucumán      | 4  | 2  | 2  | 8  | 9  | 0      |
| | Club Tucumán de Gimnasia             | Tucumán      | 1  | 1  | 0  | 3  | 1  | +1     |
| | TOTAL                                |              | 43 | 23 | 20 | 85 | 81 | +3     |

## Plantel Profesional y Cuerpo Técnico (2018)
| Posición         | Nac                  | Nombre                     | Edad    |
| ---------------- | -------------------- | -------------------------- | ------- |
| Central          | Bandera de Argentina | Rolando Curvale            |         |
| Central          | Bandera de Argentina | Alan Giocoli               |         |
| Central          | Bandera de Argentina | Augusto Tirapani           |         |
| Opuesto          | Bandera de Brasil    | Fernando Espiritu do Santo |         |
| Armador          | Bandera de Chile     | Sebastián Albornoz         | 32 años |
|                  | Bandera de Argentina | Iván Valdiviezo            |         |
|                  | Bandera de Argentina | Cristian Castilla          |         |
|                  | Bandera de Argentina | Pablo Castillo             |         |
|                  | Bandera de Argentina | Mauro Aguilera             |         |
|                  | Bandera de Argentina | Jorge Peralta López        |         |
|                  | Bandera de Argentina | Gastón Pérez               |         |
|                  | Bandera de Argentina | Tomás Hernández Robeff     |         |
|                  | Bandera de Argentina | Cristian Domínguez         |         |
|                  | Bandera de Argentina | Jeremías Medina Caso       |         |
|                  | Bandera de Argentina | Nicolás González           |         |
| Líbero           | Bandera de Argentina | Gonzalo Mercado            | 28 años |
|                  | Bandera de Argentina | Ramón Echazu               |         |
|                  | Bandera de Argentina | Manuel Torres              |         |
| Director técnico | Bandera de Argentina | Luis Testa                 |         |
| Ayudante         | Bandera de Venezuela | Ronald Sánchez             |         |

## Palmarés

### Caballeros
| Títulos Oficiales                | Títulos Oficiales | Títulos Oficiales |
| Competición                      | Títulos           | Subcampeonatos    |
| -------------------------------- | ----------------- | ----------------- |
| Asociación Salteña de Voley (3)  | 2014, 2015, 2016. | 2017, 2019.       |
| Superliga de la A.S.V. (1)       | 2019.             |                   |
| Torneo de Campeones (1)          | 2020.             |                   |
| Liga Regional del N.O.A. (1)     | 2015.             |                   |
| Torneo Clasificatorio - Serie A2 |                   | 2015. (*)         |

(*): Logra el ascenso
Títulos Amistosos
 Torneo Desafió Tupiza: 2022